# Åke Svenson
Åke Svenson, född den 29 mars 1953 i Uppsala, är en svensk friidrottare som främst varit aktiv som medeldistanslöpare. Han tävlade för Västerviks IF, IFK Kristinehamn och IK Vikingen. Han utsågs 1977 till Stor grabb nummer 297 i friidrott.
Svenson hade det svenska rekordet, tangerat eller på egen hand, på 800 meter från 1973 till 2003. Det är bland de längsta perioder som någon har innehavt ett svenskt rekord i friidrott. Han vann två SM-guld på 800 meter.

## Karriär
Den 17 juli 1973 tangerade Åke Svenson i London Anders Gärderuds svenska rekord på 800 meter på 1:47,2. Vid 1974 års inomhus-EM (i Göteborg) slogs Svenson ut i försöken. Under sommarsäsongen förbättrade han (den 4 juli) i Oslo det svenska rekordet på 800 meter till 1:46,9. Detta år vann han SM-guld på 800 meter med 1:47,8.
Under inomhussäsongen 1975 vann Svenson SM på 800 meter med 1:52,6 och 1 500 meter med 3:52,2. Vid inomhus-EM i Katowice deltog han på både 800 och 1 500 meter men slogs ut i försöken i bägge grenarna. Utomhus detta år slog han i maj sitt svenska rekord på 800 meter två gånger. Först sprang han den 25 juni i Oslo på 1:46,8. Därefter pressade han sig ner till 1:45,94 i Stockholm den 30 juni. Han behöll rekordet tills Rizak Dirshe 2003 sprang på 1:45,45. Detta år vann han SM på 1 500 meter med 3:45,09.
Vid inomhus-EM 1976, i München, blev han utslagen på 1 500 meter. Utomhus denna säsong upprepade han sin SM-seger på 1 500 meter från 1975, denna gång på 3:44,7.
Även 1977 vann Åke Svenson SM på 800 meter, denna gång på 1:49,6. Svenson vann inomhus-SM på 1 500 meter även 1979 (tid 3:52,7). Som bäst sprang Svenson 1 500 meter på 3.39.2.